# Spin Master
Spin Master è una ditta canadese che produce giochi e giocattoli per bambini, fondata nel 1994. Complessivamente impiega oltre 850 persone, con uffici in Nord America, Europa e Asia.
Tra i principali marchi che possiede ci sono Bakugan, Air Hogs, PAW Patrol, Aquadoodle, Tech Deck e Zoomer Dino.
Nel 2007 ha fondato la Spin Master Entertainment, una divisione dedicata alla produzione programmi e contenuti multimediali, tra le sue serie più note ci sono  Bakugan - Battle Brawlers e PAW Patrol. A partire dal 2021, Chase il cucciolo della polizia e Marshall il cucciolo dei vigili del fuoco, due personaggi di PAW Patrol, sono le mascotte dell'azienda. Nel 2023 viene rilasciata su Netflix Unicorn Academy, serie d'animazione ispirata ai libri scritti da Julie Sykes.

## Storia
Ronnen Harary, Anton Rabie e Ben Varadi fondarono la Spin Master a Toronto nel 1994 con un capitale di 10 000 dollari.
La compagnia nacque producendo Earth Buddies, un pupazzo realizzato con una calza riempita di segatura e semi d'erba che crescendo facevano da capelli. Il prodotto (basato su un souvenir che la nonna di Harary aveva comprato in Israele) fu inizialmente realizzato da Rabie ed Harary con collant comprati all'ingrosso nei grandi magazzini Kmart ed assemblato nella cucina di Harary. I primi pupazzi andarono subito esauriti ed i due amici decisero di prepararne 5000 per l'imminente festa della mamma, così reclutarono anche Varadi, un compagno di scuola di Rabie alla Western’s Ivey Business School e impiantarono una prima fabbrica, assumendo la manovalanza tra i senzatetto del posto. Nel giro di tre mesi Kmart aveva ordinato mezzo milione di pupazzi per un valore di 1,7 milioni di dollari. Nel primo anno la società dovette cambiare la sede produttiva quattro volte per riuscire a soddisfare gli ordini.
Il prodotto successivo fu Devil Stick, un gioco di abilità con tre bastoni, che per pochi mesi diede vita a una breve moda, nel corso della quale la società vendette più di 250 000 pezzi.
Nel 1996 all'American International Toy Fair la società entrò in contatto con John Dixon e Peter Manning, che stavano cercando un editore interessato al loro aereo propulso ad area compressa. Dopo due anni di sviluppo ed un investimento di circa 500 000 dollari la Spin Master lanciò, con un'aggressiva campagna pubblicitaria, Sky Shark, il primo prodotto della linea Air Hogs che ottenne guadagni di più di 103 milioni di dollari in due anni.
La principale proprietà della Spin Master è Bakugan Battle Brawlers, a metà tra gioco di carte collezionabile e gioco di abilità, basato su biglie di plastica che quando atterrano su una delle carte si aprono rivelando personaggi D'apolitiani in stile anime. Il gioco è stato sviluppato in collaborazione con la Sega Toys e pubblicizzato attraverso la serie televisiva omonima prodotta dalla TMS Entertainment. Bakugan ha raggiunto vendite annuali per un valore di circa 1 miliaro di dollari.
Nel gennaio 2016 ha annunciato l'acquisto del marchio Editrice Giochi e di tutto il suo catalogo di giochi da tavolo.
Nel 2018 è stato annunciato che dall'anno successivo avrebbe iniziato a produrre modellini dei veicoli usati nel Monster Jam, che fino a quel momento erano prodotti dalla Mattel con il marchio Hot Wheels.
Nel 2020 l'azienda compra il marchio Rubik's per 50 milioni di dollari.